# Österreichische Fußball-Frauenmeisterschaft 2015/16
Die österreichische Fußball-Frauenmeisterschaft wurde 2015/16 zum 44. Mal nach der 35-jährigen Pause zwischen 1938 und 1972 ausgetragen. Die höchste Spielklasse ist die ÖFB Frauen-Bundesliga und wurde zum 3. Mal durchgeführt. Die zweithöchste Spielklasse (2. Liga), in dieser Saison die 37. Auflage, wurde in zwei regionale Ligen unterteilt, wobei die 2. Liga Mitte/West zum 7. Mal und die 2. Liga Ost/Süd zum 5. Mal durchgeführt wurde. Die Saison dauerte von Mitte August bis Mitte Juni.
Österreichischer Fußballmeister wurde zum zweiten Mal in Folge der FSK St. Pölten-Spratzern. Die Meister der zweithöchsten Spielklasse wurden FC Bergheim Damen (Mitte/West) und ASK Erlaa (Ost/Süd). In den Relegationsspielen konnte sich FC Bergheim Damen durchsetzen und war somit berechtigt in der Saison 2016/17 in der ÖFB Frauen-Bundesliga zu spielen.

## Erste Leistungsstufe – ÖFB Frauen-Bundesliga

### Modus
Im Rahmen des im Meisterschaftsmodus durchgeführten Bewerbes spielt jede Mannschaft zweimal gegen jede teilnehmende gegnerische Mannschaft (Hin- und Rückrunde). Das Heimrecht ergibt sich durch die Auslosung.

### Saisonverlauf
Die ÖFB Frauen-Bundesliga endete, wie die letzten Saisonen davor, mit dem Meistertitel für den FSK Simacek St. Pölten-Spratzern, der mit 52 Punkten und einem Torverhältnis von plus 62 vor dem SK Sturm Graz gewann.

### Abschlusstabelle
Die Meisterschaft endete mit folgendem Ergebnis:
| Pl.                            | Verein                           | Sp. | S  | U | N  | Tore    | Diff. | Punkte |
| ------------------------------ | -------------------------------- | --- | -- | - | -- | ------- | ----- | ------ |
| 1.                             | FSK St. Pölten-Spratzern (M, C)  | 18  | 17 | 1 | 0  | 077:150 | +62   | 52     |
| 2.                             | SK Sturm Graz                    | 18  | 12 | 4 | 2  | 048:160 | +32   | 40     |
| 3.                             | NÖSV Neulengbach                 | 18  | 12 | 1 | 5  | 050:240 | +26   | 37     |
| 4.                             | Union Kleinmünchen               | 18  | 8  | 5 | 5  | 034:230 | +11   | 29     |
| 5.                             | SKV Altenmarkt                   | 18  | 8  | 3 | 7  | 031:300 | +1    | 27     |
| 6.                             | USC Landhaus                     | 18  | 6  | 3 | 9  | 032:340 | −2    | 21     |
| 7.                             | DFC LUV Graz                     | 18  | 4  | 5 | 9  | 017:330 | −16   | 17     |
| 8.                             | FC Südburgenland                 | 18  | 4  | 3 | 11 | 012:370 | −25   | 15     |
| 9.                             | FC Wacker Innsbruck              | 18  | 4  | 1 | 13 | 020:440 | −24   | 13     |
| 10.                            | Carinthians Soccer Women B1 (RG) | 18  | 2  | 0 | 16 | 014:790 | −65   | 06     |
| Stand: Endstand. Quelle: NOeFV |                                  |     |    |   |    |         |       |        |

| (M)  | Österreichischer Fußball-Frauenmeister 2014/15 |
| (C)  | ÖFB-Ladies-Cup-Sieger 2014/15                  |
| (RG) | Gewinner der Relegation der Saison 2014/15     |

Qualifiziert über die Relegation
- 2. Liga Mitte/West – 2. Liga Ost/Süd: FC Bergheim Damen (Relegation zur ÖFB Frauen-Bundesliga)

### Torschützenliste
Die Torschützenliste führte ganz überlegen Fanny Vágó vor Stefanie Enzinger und Lilla Sipos an.
| Pl. | Nat.       | Spieler             | Verein             | Tore |
| --- | ---------- | ------------------- | ------------------ | ---- |
| 01. | Ungarn     | Fanny Vágó          | FSK St. Pölten     | 19   |
| 02. | Osterreich | Stefanie Enzinger   | SK Sturm Graz      | 14   |
| 02. | Ungarn     | Lilla Sipos         | FSK St. Pölten     | 14   |
| 04. | Osterreich | Maria Gstöttner     | SV Neulengbach     | 11   |
| 05. | Osterreich | Julia Hickelsberger | SV Neulengbach     | 10   |
| 05. | Osterreich | Viktoria Madl       | Union Kleinmünchen | 10   |

## Zweite Leistungsstufe – 2. Liga
Die zweite Leistungsstufe bestand aus zwei Ligen, getrennt nach Regionen:
- 2. Liga Mitte/West mit den Vereinen aus Oberösterreich (OFV), Salzburg (SFV), Tirol (TFV) und Vorarlberg (VFV) und
- 2. Liga Ost/Süd mit den Vereinen aus Burgenland (BFV), Kärnten (KFV), Niederösterreich (NÖFV), Steiermark (StFV) und Wien (WFV).

In der 2. Liga spielen maximal 24 Teams um den Aufstieg in die ÖFB Frauen-Bundesliga. In der Saison 2015/16 spielten insgesamt zwölf Teams um den Aufstieg in die ÖFB Frauen-Bundesliga, sieben zweite Mannschaften von Vereinen waren nicht aufstiegsberechtigt.
Der allgemeine Modus sieht vor, dass in der jeweiligen Liga jedes Team gegeneinander antrat. Die Meister der beiden Ligen spielten in einer Relegation um den Aufstieg in die ÖFB Frauen-Bundesliga. Der Tabellenletzte der jeweiligen Liga stieg ab.

### 2. Liga Mitte/West

#### Modus
Im Rahmen des im Meisterschaftsmodus durchgeführten Bewerbes spielte jede Mannschaft zweimal gegen jede teilnehmende gegnerische Mannschaft (Hin- und Rückrunde). Das Heimrecht ergibt sich durch die Auslosung.

#### Saisonverlauf
Die Damenmannschaft vom FC Bergheim Damen gewann die 2. Liga Mitte/West und ist berechtigt, die Relegation für die ÖFB Frauen-Bundesliga für die Saison 2016/17 zu spielen.

#### Abschlusstabelle
Die Meisterschaft endete mit folgendem Ergebnis:
| Pl.                          | Verein                       | Sp. | S  | U | N  | Tore    | Diff. | Punkte |
| ---------------------------- | ---------------------------- | --- | -- | - | -- | ------- | ----- | ------ |
| 1.                           | FC Bergheim Damen 2LMW1 (RV) | 18  | 15 | 3 | 0  | 065:150 | +50   | 48     |
| 2.                           | RW Rankweil                  | 18  | 10 | 6 | 2  | 040:210 | +19   | 36     |
| 3.                           | FFC Vorderland               | 18  | 10 | 3 | 5  | 050:240 | +26   | 33     |
| 4.                           | Heeres SV Wals               | 18  | 8  | 1 | 9  | 040:450 | −5    | 25     |
| 5.                           | FC Wacker Innsbruck II 2LMW2 | 18  | 4  | 4 | 10 | 033:590 | −26   | 16     |
| 6.                           | Union Geretsberg             | 18  | 1  | 6 | 11 | 021:500 | −29   | 09     |
| 7.                           | Sportunion Wolfern           | 18  | 2  | 3 | 13 | 017:520 | −35   | 09     |
| Stand: Endstand. Quelle: OFV |                              |     |    |   |    |         |       |        |

| (RG) | Verlierer der Relegation der Saison 2014/15 |

Qualifiziert über die Relegation
- Landesliga Kärnten – Landesliga Oberösterreich – Landesliga Steiermark: SV Taufkirchen/Pram (Relegation zur 2. Liga Mitte/West)

#### Torschützenliste
In der 2. Liga Mitte/West war Katharina Kinsky die beste Torschützin:
| Pl. | Nat.       | Spieler          | Verein            | Tore |
| --- | ---------- | ---------------- | ----------------- | ---- |
| 01. | Osterreich | Katharina Kinsky | Heeres SV Wals    | 17   |
| 02. | Osterreich | Jasmin Grill     | FFC Vorderland    | 12   |
| 03. | Osterreich | Verena Müller    | FFC Vorderland    | 11   |
| 04. | Osterreich | Veronika Vonbrül | RW Rankweil       | 10   |
| 05. | Osterreich | Michaela Eder    | Heeres SV Wals    | 8    |
| 05. | Osterreich | Katharina Unger  | FC Bergheim Damen | 8    |

### 2. Liga Ost/Süd

#### Modus
Im Rahmen des im Meisterschaftsmodus durchgeführten Bewerbes spielte jede Mannschaft zweimal gegen jede teilnehmende gegnerische Mannschaft (Hin- und Rückrunde). Das Heimrecht ergibt sich durch die Auslosung.

#### Saisonverlauf
Die Spielgemeinschaft ASK Erlaa gewann die 2. Liga Mitte/West und ist berechtigt, die der Relegation zur ÖFB Frauen-Bundesliga für die Saison 2016/17 zu spielen.

#### Abschlusstabelle
Die Meisterschaft endete mit folgendem Ergebnis:
| Pl.                            | Verein                                           | Sp. | S  | U | N  | Tore    | Diff. | Punkte |
| ------------------------------ | ------------------------------------------------ | --- | -- | - | -- | ------- | ----- | ------ |
| 1.                             | ASK Erlaa 2LOS5 (A)                              | 22  | 17 | 4 | 1  | 081:170 | +64   | 55     |
| 2.                             | FSK St. Pölten-Spratzern II                      | 22  | 17 | 3 | 2  | 107:280 | +79   | 54     |
| 3.                             | SV Neulengbach II                                | 22  | 15 | 1 | 6  | 121:410 | +80   | 46     |
| 4.                             | SKV Altenmarkt II                                | 22  | 13 | 3 | 6  | 094:480 | +46   | 42     |
| 5.                             | FC Altera Porta 2LOS2 2LOS6 (RG)                 | 22  | 11 | 3 | 8  | 061:540 | +7    | 36     |
| 6.                             | SK Sturm Graz II                                 | 22  | 11 | 2 | 9  | 046:450 | +1    | 35     |
| 7.                             | SPG FC Feldkirchen/SV Magdalensberg 2LOS4        | 22  | 8  | 4 | 10 | 038:450 | −7    | 28     |
| 8.                             | USC Landhaus II                                  | 22  | 8  | 1 | 13 | 042:500 | −8    | 25     |
| 9.                             | FC Südburgenland II                              | 22  | 6  | 3 | 13 | 040:590 | −19   | 21     |
| 10.                            | 1. DFC Leoben 2LOS2 2LOS3                        | 22  | 6  | 3 | 13 | 036:670 | −31   | 21     |
| 11.                            | UDFC Hof bei Straden (RG)                        | 22  | 4  | 5 | 13 | 040:570 | −17   | 17     |
| 12.                            | Wiener Neustadt SC 2LOS1 2LOS3 2LOS4 2LOS5 2LOS6 | 22  | 0  | 0 | 22 | 008:203 | −195  | 0      |
| Stand: Endstand. Quelle: NOeFV |                                                  |     |    |   |    |         |       |        |

| (A)  | Absteiger aus der ÖFB-Frauenliga der Saison 2014/15 |
| (RG) | Gewinner der Relegation der Saison 2014/15          |

Qualifiziert über die Relegation
- Landesliga Niederösterreich – Landesliga Wien: FSG Eggendorf/Kottingbrunn (Relegation zur 2. Liga Ost/Süd)

#### Torschützenliste
In der 2. Liga Ost/Süd traf Katarína Dugovičová vor Ines Ruissu die meisten Tore.
| Pl. | Nat.       | Spieler             | Verein         | Tore |
| --- | ---------- | ------------------- | -------------- | ---- |
| 01. | Slowakei   | Katarína Dugovičová | SKV Altenmarkt | 45   |
| 02. | Osterreich | Ines Ruiss          | Alerla Porta   | 30   |
| 03. | Osterreich | Maria Gstöttner     | SV Neulengbach | 19   |
| 03. | Osterreich | Barbara Scheidl     | ASK Erlaa      | 19   |
| 03. | Osterreich | Melissa Schmid      | SV Neulengbach | 19   |
| 06. | Osterreich | Nicole Bauer        | ASK Erlaa      | 16   |

## Relegation

### Relegation zur ÖFB Frauen-Bundesliga
Es gab ein Relegationsduell um den Aufstieg in die ÖFB Frauen-Bundesliga für die Saison 2016/17, das in einem Hinspiel und einem Rückspiel, ausgetragen wurde. Die Relegation zur ÖFB Frauen-Bundesliga bestritten die Meister der 2. Liga Mitte/West und der 2. Liga Ost/Süd. Der FC Bergheim Damen avancierte mit dem Aufstieg in die Frauen-Bundesliga zum zweiten Frauenfußballverein aus dem Bundesland Salzburg in der höchsten Spielklasse Österreichs. Das Hinspiel fand auf dem Sportplatz in Bergheim bei Salzburg statt, das Rückspiel im Bundesstadion Südstadt.
| Datum                                     |                  | Gesamt |                          | Hinspiel  | Rückspiel |
| ----------------------------------------- | ---------------- | ------ | ------------------------ | --------- | --------- |
| 11. Juni 2016, 18:30 18. Juni 2016, 16:00 | ASK Erlaa (2LOS) | 3:4    | FC Bergheim Damen (2LMW) | 2:3 (0:3) | 1:1 (0:1) |

| Legende: (2LMW): 2. Liga Mitte/West, (2LOS): 2. Liga Ost/Süd |

### Relegation zur 2. Liga Mitte/West
Landesliga Mitte-Region
Es gab ein Relegationsturnier um den Aufstieg in die 2. Liga Mitte/West für die Saison 2016/17, in dem die Meisterinnen aus Kärnten, Oberösterreich und Steiermark gegeneinander in drei Spiele antraten. Die erstplatzierte Mannschaft steigt in die 2. Liga Mitte/West auf, die anderen bleiben in der jeweiligen Landesliga. Die Tabelle des Miniturniers ergab folgendes Ergebnis.
| Datum              |                      | Ergebnis  |                      |
| ------------------ | -------------------- | --------- | -------------------- |
| 11. 6. 2016, 17:00 | Wildcats Krottendorf | 3:0 R1    | Rapid Lienz Damen    |
| 18. 6. 2016, 18:00 | Rapid Lienz Damen    | 0:1 (0:1) | SV Taufkirchen/Pram  |
| 25. 6. 2016, 17:00 | SV Taufkirchen/Pram  | 5:2 (3:0) | Wildcats Krottendorf |

Relegationstabelle
| Pl.             | Verein                      | Sp. | S | U | N | Tore    | Diff. | Punkte |
| --------------- | --------------------------- | --- | - | - | - | ------- | ----- | ------ |
| 1.              | SV Taufkirchen/Pram (LLOÖ)  | 2   | 2 | 0 | 0 | 006:200 | +4    | 06     |
| 2.              | Wildcats Krottendorf (LLSt) | 2   | 1 | 0 | 1 | 005:500 | ±0    | 03     |
| 3.              | Rapid Lienz Damen (LLK)     | 2   | 0 | 0 | 2 | 000:400 | −4    | 0      |
| Stand: Endstand |                             |     |   |   |   |         |       |        |

| Legende: (LLK): Kärnten, (LLOÖ): Oberösterreich, (LLSt): Steiermark |

Landesliga West-Region
In der West-Region wurde keine Relegation ausgespielt.

### Relegation zur 2. Liga Ost/Süd
Landesliga Ost-Region
Es gab zwei Relegationsspiele um den Aufstieg in die 2. Liga Ost/Süd für die Saison 2015/16, in dem die Meisterinnen aus Niederösterreich und Wien in einem Hin- und Rückspiel den Aufsteiger ermittelten.
| Datum                                     |                        | Gesamt  |                                      | Hinspiel  | Rückspiel |
| ----------------------------------------- | ---------------------- | ------- | ------------------------------------ | --------- | --------- |
| 11. Juni 2016, 18:30 18. Juni 2016, 16:00 | Wiener Sportklub (LLW) | 4:4 (a) | FSG Eggendorf/SV Kottingbrunn (LLNÖ) | 4:2 (1:2) | 0:2 (0:0) |

| Legende: (LLNÖ): Niederösterreich, (LLW): Wien |

Landesliga Süd-Region
In der Süd-Region wurde keine Relegation ausgespielt.